# Oxydesmus flavocarinatus
Oxydesmus flavocarinatus är en mångfotingart som beskrevs av Filippo Silvestri 1895. Oxydesmus flavocarinatus ingår i släktet Oxydesmus och familjen Oxydesmidae. Inga underarter finns listade i Catalogue of Life.